# Benefit (Album)
Benefit ist das dritte Studioalbum der britischen Progressive-Rock-Band Jethro Tull. Jethro Tull spielte das Album mit Ian Anderson, Martin Barre, Clive Bunker und Glenn Cornick sowie John Evan im Winter 1969/70 als Gastmusiker ein. Die Texte und Kompositionen stammen, wie bei Jethro Tull üblich, von Ian Anderson, der das Album zusammen mit Terry Ellis auch produzierte.

## Geschichte
Die Band nahm das Album im Dezember 1969 und Januar 1970 auf. John Evan war bei einigen Aufnahmen als Gastmusiker dabei und wurde anschließend festes Mitglied der Band. Jeffrey Hammond-Hammond, der in den Titeln For Michael Collins, Jeffrey and Me und Inside, wie auch auf den zuvor erschienenen Tull-Alben, namentlich erwähnt wird, wurde im Januar 1971 Bassist von Jethro Tull. Die Benefit-Tour schloss einen Auftritt auf dem Isle of Wight Festival 1970 ein, wo Jethro Tull vor 600.000 Menschen spielte. 1969 hatte Jethro Tull drei Tourneen durch die USA unternommen und war recht populär geworden. Mit Benefit war erstmals auch ein Tull-Album in den USA sehr erfolgreich. Dort und in vielen anderen Ländern wurde eine leicht veränderte Version veröffentlicht, mit Teacher statt Alive and Well and Living In. Außerdem wurde Inside auf die A-Seite genommen. Später wurden weitere Versionen veröffentlicht. So erschien in der Bundesrepublik Deutschland 1973 erstmals die britische Version. Ab 2001 wurden mehrere CD-Versionen veröffentlicht. 2013 erschien eine von Steven Wilson abgemischte, erweiterte „De-Luxe“-Edition.

## Album
Die Stücke enthalten in abwechslungsreicher Folge Elemente des Rock, Progressive Rock und teilweise des Folk. Martin Barres elektrische Gitarre und Ian Andersons akustische Gitarre sind gelegentlich gleichzeitig zu hören. Anderson setzt die Querflöte als Rockinstrument ein. Alle Stücke sind in Molltonarten geschrieben. Die Texte sind poetisch und teilweise sardonisch und entsprechen mehr als auf den Vorgängeralben dem Singer-Songwriter-Stil, den die Tull-Texte seither aufweisen. Mehrere Texte handeln von den damaligen Lebensumständen Andersons, vor allem seiner Beziehung zu Jennie Franks, seiner späteren ersten Ehefrau. Der Name des Albums bedeutet so viel wie ‚Wohltat‘, kann aber auch ‚Nutzen‘ oder ‚Ertrag‘ bedeuten. Das Album hat keinen Titelsong. Einziger Hinweis ist die Danksagung an Gastmusiker John Evan auf der Rückseite der Plattenhülle, dessen Mitwirken kommentiert wird mit ... for our benefit.

### LP-Version
With You There to Help Me ist ein längeres, rockiges Midtempo-Stück mit einem Piano/Querflöten-Intro. Es handelt von Ian Andersons Sehnsucht nach Jennie Franks, die er auf den langen Auslandstourneen verspürt. Er ist sich aber sicher, dass die Beziehung mit Jennie erfolgreich sein wird. Ebenfalls rockig ist Nothing to Say, nur langsamer und mit auffälliger Hookline der E-Gitarre, Anderson singt davon, dass es besser sei, zu schweigen und nach innen zu reflektieren, da die Gesellschaft doch nur seine Beiträge zerreden und kritisieren würde.
Im Stück Alive and Well and Living In dominiert anfangs das Piano; weitere Instrumente kommen im Verlauf des Stückes hinzu. Die Harmonien im Vorspiel und den Strophen sind wenig eingängig. Es handelt von einer Frau (gemeint ist wieder Jennie Franks), die oft auf sich selbst gestellt ist, damit aber zufrieden ist. Gelegentlich ist ihr Freund – also Anderson – da, dem sie gern zuhört und der nicht allein sein möchte. Son ist anfangs ein rockiges Stück, bei der neben dem Gesang die E-Gitarre im Vordergrund steht. Der Mittelteil ist liedhaft und wird vom Piano begleitet, das Ende ist zunehmend rockig. Das Lied wird aus der Perspektive des Vaters (von Ian Anderson) erzählt und beschreibt – wie damals tatsächlich vorhanden – ein schwieriges Vater-Sohn-Verhältnis, das von den zahlreichen Vorhaltungen des Vaters getrübt ist. For Michael Collins, Jeffrey and Me ist zu Beginn ein folkiger Titel, der von akustischer Gitarre und Piano begleitet wird. Mit dem Einsatz der E-Gitarre wird das Stück zunehmend rockig, kehrt am Ende aber wieder zum Anfangsmotiv zurück. Das Stück schildert die Gefühle des Apollo-11-Astronauten Michael Collins beim Umrunden des Mondes ohne seine Gefährten sowie Andersons eigene Gefühle von Verlorenheit und Entfremdung.
Das Stück To Cry You a Song handelt von dem Sänger selbst, der erst auf dem Rückflug nach London ist und schließlich an der Haustür, wo ihn seine Freundin erwartet. Während dieser Zeit denkt er fortwährend an sie und singt ihr ein Lied. Das Stück ist rockig und fällt durch seine Hookline und ein Solo auf, die von der E-Gitarre gespielt werden. A Time For Everything? beginnt folkig, wird aber zunehmend rockig. Erst dominieren Flöte und Piano, dann steht die E-Gitarre im Vordergrund. Anderson – damals 22 Jahre alt – singt als 50-Jähriger, der auf seine Vergangenheit zurückblickt, die Verschwendung der Lebenszeit beklagt und feststellt, dass keineswegs „Alles seine Zeit hat“.
Im Stück Inside erzählt Anderson, dass er viel reist, sich aber am liebsten in seiner eigenen Umgebung aufhält, mit einer Tasse Tee, Freund Jeffrey und einer Frau (gemeint ist wiederum Jennie), mit der er schließlich schlafengeht. Das Stück ist recht einfach strukturiert, vom hohen Grundtempo und Andersons Flötenspiel geprägt. Play in Time ist ein eingängiges Hard-Rock-Stück, bei dem die rockig geblasene Querflöte im Vordergrund steht. Ian Anderson beschreibt sein Verhältnis zum Blues und begründet, warum er, anders als früher, seine Lieder im eigenen Stil singt. Sossity; You’re a Woman ist ein hymnisches Stück, das von akustischer Gitarre, Flöte, Orgel und Perkussion begleitet wird. Es handelt von der Gesellschaft (eigentlich: society), die als alternde, weinerliche Frau im engen Korsett dargestellt wird.

### Bonustitel
Die ab 2001 erschienene CD-Versionen enthalten vier Bonustitel. Singing All Day, Witch’s Promise, Just Trying to Be und Teacher stammen von 1969 und wurden erst auf Singles und 1972 auf Living in the Past veröffentlicht. Die britische Originalversion von Teacher ist das letzte Stück auf den CD-Alben.
Singing All Day ist ein liedhaftes Stück, das unter anderem von der E-Gitarre und der Querflöte begleitet wird. Der Sänger singt den ganzen Tag „von gar nichts“ und wartet auf eine Frau, die aber nicht erscheint. The Witch’s Promise ist ein folkiges Stück, das mit akustischen Instrumenten beginnt und zunehmend rockiger wird, allerdings ohne E-Gitarre auskommt. Der Angesprochene wurde von einer „Hexe“ verführt und betrogen und hat dadurch seinen freien Willen verloren. Im zweiten Textteil wird der „Hexe“ empfohlen, nicht auf den Mann zu warten.
Just Trying to Be ist ein kurzes Lied, das von akustischer Gitarre und Celesta begleitet wird. Der Sänger appelliert an einen jungen Mann, nicht zum Mitläufer zu werden, sondern seine eigene Persönlichkeit zu entfalten. Teacher ist ein Rocksong mit einem jazzigen Zwischenstück, in dem erneut E-Gitarre und Querflöte dominieren. Ein Mann, der „Lehrer“, besucht den Sänger zu Hause und überredet ihn, sich auswärts zusammen mit ihm zu vergnügen. Der „Lehrer“ hat dabei seinen Spaß, der Sänger ist aber unzufrieden.

## Cover
Das Cover zeigt auf einer Bühne die vier Musiker der damaligen Stammbesetzung als Aufstellfiguren beim Spielen ihrer Instrumente. Dabei steht Anderson in seiner typischen Flötenspielhaltung auf einem Bein. Im Hintergrund schauen die vier Musiker – je zwei auf einer Seite – durch ein zweiteiliges Fenster auf den Betrachter. Den Rahmen bildet oben und an den Seiten ein stilisierter Türstock, der oben mittig den Schriftzug der Band trägt. Vor der ebenfalls mittig stehenden Anderson-Figur, nahe dem unteren Rand des Covers, steht der Schriftzug „Benefit“.
Auf der Rückseite sieht man dasselbe Foto der vier Musiker, die durch das Fenster schauen; die Figuren sieht man jetzt aber von der Rückseite, als weiße Fläche, die jeweils mit dem Namen des Musikers und dem Hinweis bend here (hier knicken) beschriftet ist. Davor befindet sich ein Rahmen, der offenbar baugleich ist mit dem anderen Rahmen. Bandname, Albumtitel und die Angaben zu Titeln und Mitwirkenden befinden sich links in einer Spalte.
Klappt man das Album auf, sieht man in der bundesdeutschen Ausgabe von 1973 ein schwarz-weißes Konzertfoto, auf dem Ian Anderson in zwei verschiedenen Positionen beim Singen bzw. Flötenspiel abgebildet ist, während die übrigen drei Musiker (ohne Evan) und das Publikum ohne Bearbeitung abgebildet sind.

## Wirkung
Das Album erreichte Platz 3 im Vereinigten Königreich und Platz 7 in den USA. Bei Allmusic erhielt das Album drei von fünf möglichen Punkten. Das Musikmagazin Rolling Stone verriss das Album als „langweilig“, „lustlos und mechanisch gespielt“ und als Ausdruck „schreiender Mittelmäßigkeit“.

## Sonstiges
In der DDR erschien 1978 das Jethro-Tull-Album The Best mit demselben Cover wie Benefit, obwohl auf diesem Album nur Teacher und Play in Time von Benefit stammen und die Besetzung auch John Evan als Stammmusiker, Jeffrey Hammond-Hammond und Barriemore Barlow umfasst.

## Titelliste

### Internationale Version 1970 (ohne Schweden)
Seite A
1. With You There to Help Me (6:15)
2. Nothing to Say (5:10)
3. Inside (3:46)
4. Son (2:48)
5. For Michael Collins, Jeffrey and Me (3:47)

Seite B
1. To Cry You a Song (6:09)
2. A Time For Everything? (2:42)
3. Teacher (3:57)
4. Play in Time (3:44)
5. Sossity; You’re a Woman (4:31)

### UK-Version 1970
Seite A
1. With You There to Help Me (6:15)
2. Nothing to Say (5:10)
3. Alive and Well an Living In (2:43)
4. Son (2:48)
5. For Michael Collins, Jeffrey and Me (3:47)

Seite B
1. To Cry You a Song (6:09)
2. A Time For Everything? (2:42)
3. Inside (3:46)
4. Play in Time (3:44)
5. Sossity; You’re a Woman (4:31)

### Extratitel
Die überarbeitete CD erschien ebenfalls in den beiden oben angegebenen Versionen und enthält zusätzlich diese vier Titel:
1. Singing All Day (3:07)
2. Witch’s Promise (3:52)
3. Just Trying to Be (1:37)
4. Teacher – Original UK-Mix (3:49)